# Neonerita pulchra
Neonerita pulchra är en fjärilsart som beskrevs av De Toulgoët 1983. Neonerita pulchra ingår i släktet Neonerita och familjen björnspinnare. Inga underarter finns listade i Catalogue of Life.